# مدرسه ملا عبدالله
مدرسه ملا عبدالله از مدارس طلبه‌نشین است که در قرن ۱۱ هجری قمری به دستور شاه عباس اول جهت تدریس مولانا عبدالله شوشتری از علمای دورهٔ صفویه که نزد شاه عباس دارای منزلت و بزرگی بسیار بوده در اصفهان ساخته می‌شود که البته ساخت این بنا دارای تاریخ دقیقی نمی‌باشد اما با استفاده از کاشی‌کاری‌های معروفی که در ساختمان وجود دارد می‌توان آن را به زمان شاه عباس اول نسبت داد. مدرسه در زمان مولانا عبدالله رونق خاصی داشته چرا که خود ایشان نیز در این مدرسه تدریس می‌کرد.
مدیر کنونی این مدرسه حجت الاسلام محسن فقهی می‌باشد.

## فضای اصلی
فضای اصلی مدرسه گرداگرد صحنی به شکل مربع مستطیل است که زوایای آن به خاطر وجود ایوان‌های کوچک کمی پخ و گرد شده‌است و ابعاد اصلی آن ۲۶ × ۵/۲۸ متر و اضلاع فرعی آن ۸۰/ ۳ متر می‌باشد. مدرسه به شیوه دو ایوانی بنا شده‌است که شاید دلیل پرهیز معمار از سبک ۴ ایوانی به جز ذوق و سلیقهٔ شخصی می‌تواند از جهت ساخت حجره با تعداد بیشتر باشد. به ایوان جنوب غربی آن به خاطر قرار گرفتن جهت قبله و تعبیه محراب توجه بیشتری صورت پذیرفته‌است.
پیرامون حیاط مرکزی ۲ طبقه ساختمان وجود دارد که محل حجره‌های طلبه‌ها می‌باشد. طبقه هم‌کف مدرسه دارای ۲۷ حجره می‌باشد. بر دیوار ظلع ایوان جنوبی مدرسه لوحه‌ای از سنگ پارسی با مضمون وقف‌نامه وجود دارد که ابعاد آن ۳۵/۱ در ۲۰/۱ متر می‌باشد و تاریخ ۱۰۸۸ هجری قمری یعنی زمان سلطنت شاه سلیمان بر روی آن حک گردیده‌است. مضمون این لوحه بدین قرار است: ۳ باب دکان و ۲ بالا خانه از طرف شخص خیری به نام حاجی میرزا محمد نامی جهت تأمین مخارج تعمیرات سقاخانه به این مدرسه اهدا می‌گردد و طلاب این مدرسه ناظر بر درآمد این دکانها می‌باشند. کتیبهٔ این لوح به خط نستعلیق برجسته می‌باشد.
ارتفاع دو ایوان اصلی برابر با ارتفاع ساختمان‌های کناری آن می‌باشد و از این جهت در امر نماسازی، تأکید خاصی روی آن‌ها صورت نگرفته‌است، اما بیشترین تمرکز ممکن بر روی تزئینات غنی بر روی ایوان‌های آن می‌باشد.

## تزئینات
تزئینات موجود بر روی ایوان جنوب غربی جانب قبله با استفاده از کاربندی می‌باشد که به صورت نیم گنبد اجراء شده و دارای محرابی با تزئینات مقرنس، کاشی‌کاری که سراسر آن گچ اندود و کتیبه‌های تاریخ دار و بدون تاریخ می‌باشد. کتیبه‌ای از کاشی به خط ثلث سفید با زمینه‌ای لاجوردی بر دور تا دور قسمت میانی ایوان وجود دارد که عبارت‌های دینی بر روی آن خوانده می‌شود و با توجه به دو حاشیه سیاه و زرد باریکی که سر تا سر کتیبه ادامه دارد به نظر می‌رسد که این کتیبه در دورهٔ قاجار به ایوان افزوده شده‌است. کناره‌های ایوانچه‌ها با کاشی‌های معرق تزئین شده که یک در میان با زمینهٔ لاجوردی و همراه با نقوش اسلیمی حنائی و شاخ و برگ سبز و گل‌های فیروزه‌ای و سفید رنگ آمیزی و طراحی شده‌است.
سمت شمال غربی مدرسه نمازخانه بزرگی واقع شده که تزئینات بسیاری روی آن به کار رفته که قسمت بیشتر این تزئینات بر روی محراب آن متمرکز شده‌است. ازاره محراب از سنگ مرمر ساخته شده و بقیه سطح‌های آن به روش کاشی‌کاری خشتی و معرق تزئین شده‌است. کتیبه‌ای به خط ثلث سفید، با زمینه‌ای لاجوردی که مضمونی دینی دارد بر روی قسمت میانی محراب کار شده‌است. عبارت‌های دیگری که بر روی آن مورد استفاده قرار گرفته‌است به خط کوفی بنایی وزیر مقرنس کاری‌های محراب آمده‌است. سقف نمازخانه دارای چشمه طاق‌هایی است که در میانه هر کدام بر روی ۴ ستون یا جرز آجری قرار گرفته‌اند. طبقه دوک که دارای ۲۳ حجره می‌باشد و هر حجره شامل ایوانچه، ورودی و اتاق اصلی می‌باشد که همگی آن‌ها فاقد صندوقخانه و بخاری می‌باشند. داخل دیوارهای اتاق اصلی حجره طاقچه ورف‌هایی تعبیه گردیده‌است ایوان‌های کوچک این طبقه از طریق درگاه‌هایی که در اضلاع جانبی آن قرار دارد با یکدیگر در ارتباط هستند.
در نمای سردر ورودی مدرسه کتیبه‌ای نصب گردیده که حاکی از اقداماتی در دورهٔ قاجاریه می‌باشد و محتوای آن این است که در دوره سلطنت فتحعلی شاه قاجار به وسیله حکمران اصفهان حاج محمد حسین خان صدر اصفهانی مدرسه ملا عبدالله و چهار سوی مجاور آن تعمیر و مرمت بعمل آمده‌است. از تزئینات مهمی که بر روی این کتیبه صورت پذیرفته می‌توان به کاشی‌کاریهای آن که از انواع خشتی هفت رنگ و با نقوش گیاهی، ختائی و اسلیمی می‌باشد صحبت نمود که زمینهٔ آن لاجوردی بوده و ارژنگ‌های سبز، سیاه، زرد و آبی استفاده شده‌است. متن کتیبه به خط ثلث می‌باشد که به رنگ سفید روی زمینه لاجوردی حک شده‌است.
با گذر از سردر مدرسه وارد جلو خان می‌شویم، این ورودی در اصل بخشی از محوطه چهار سوی بازار می‌شود و با گذشتن از دالانی دراز وارد صحن مدرسه می‌شویم که نمای داخلی آن شامل دو ایوان مقابل هم و کاملاً متقارن روی محورهای شرقی، غربی و ایوان‌های کوچک دوطبقه همراه با حجره‌ها، وضو خانه، پله کان، پیش طاق و صحن که همه و همه دور تا دور یک صحن مرکزی قرار گرفته‌اند و تمامی این عناصر بر روی دو محور، یکی در جهت قبله و دیگری عمود بر آن تعبیه شده‌اند.
این کتیبه به تاریخ رمضان ۱۳۱۸ هجری قمری می‌باشد و در بخش میانی پیش طاق ورودی نصب گردیده‌است که امروزه به روی بازار باز شده‌است. در زمان نادر شاه افشار به سال ۱۱۵۸ هجری قمری تعمیراتی در این مدرسه انجام پذیرفته‌است.

## تولیت مدرسه
تولیت مدرسه ملا عبدالله به دستور شاه عباس اول به مولانا عبدالله شوشتری جهت تدریس ایشان واگذار گردید و شاه عباس مدرسه را به این شرط وقف کرد که تدریس آن تعلق به اولاد ملاّ عبداللّه شوشتری داشته باشد. بعد از فوت عزالدّین عبداللّه بن حسین شوشتری (۱۰۲۱ هـ. ق)، تولیت مدرسه به فرزند او یعنی «ملاّ حسن‌علی» واگذار شد. با این حال در زمان صدارت خلیفه سلطان، به مناسبتی تولیت از وی منتزع و به ملا محمدباقر سبزواری محول گردید و بعد از آن نیز تولیت آن در خاندان شیخ الاسلام سبزواری باقی ماند. از انجمله:
- حاج میرزا محمدحسن شیخ‌الاسلام (فوت ۱۲۴۱ ه‍.ش) (فوت ۱۳۰۹ ه‍.ق)[۷]
- میرزا عبدالله شیخ الاسلام (فوت ۱۲۵۲ ه‍.ش) (فوت ۱۲۹۰ ه‍.ق) در کتاب مکارم الاثار آمده‌است که نام میرزا عبدالله شیخ الاسلام، در کاشیکاری و کتبیه مدرسهٔ ملاعبدالله موجود است؛ ولی هم‌اکنون از این کاشی‌ها اثری به جای نمانده‌است[۸]